# Škoda Hispano-Suiza

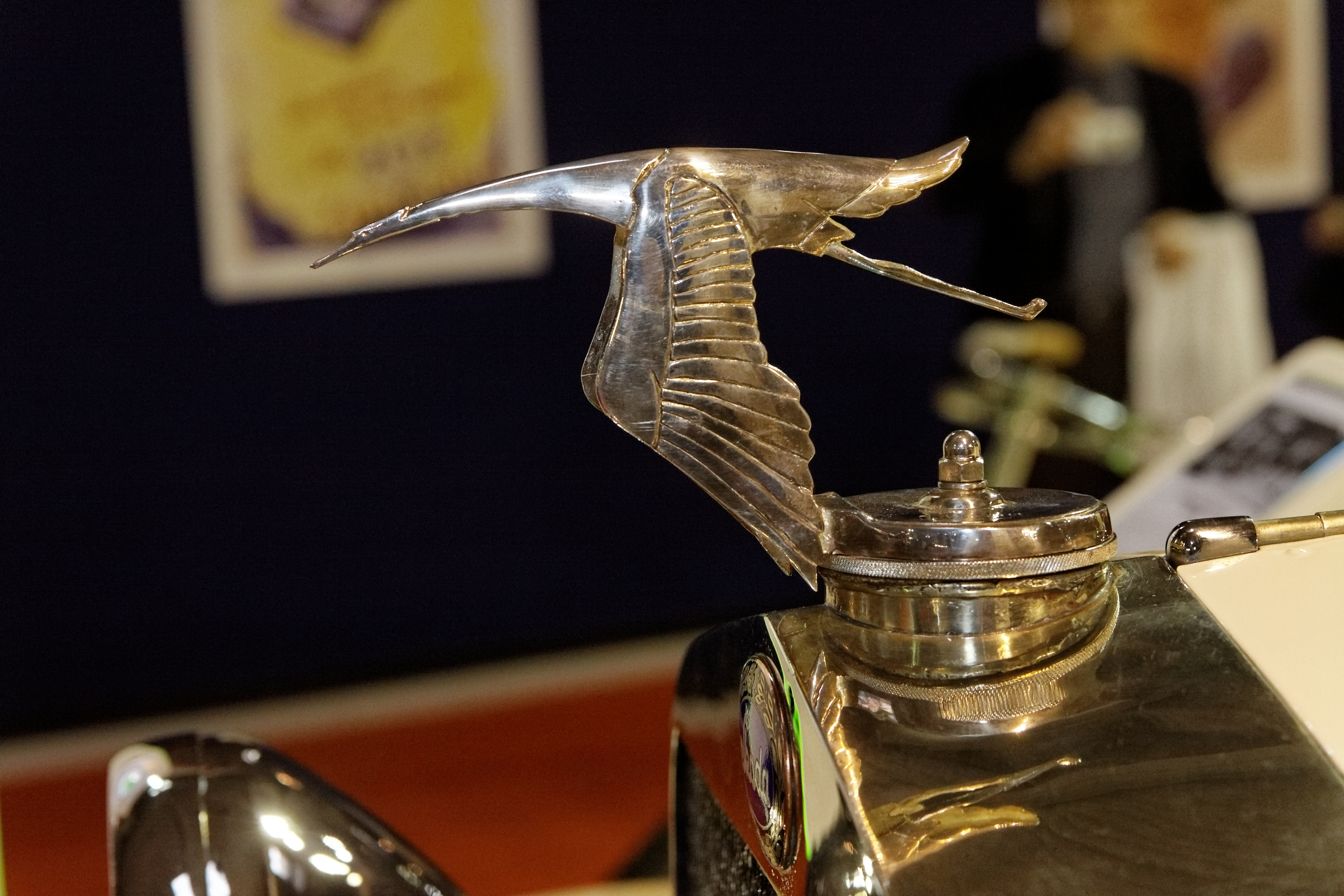
Sošku letícího čápa, znak společnosti Hispano-Suiza, nesly i licenční vozy Škoda

Škoda Hispano-Suiza 25/100 HP byl luxusní automobil, vyráběný ve Škodě Plzeň v letech 1926–1929. Vůz byl licenční verzí typu Hispano-Suiza H6B. Celkem vzniklo asi 100 vozů.

## Historie
V roce 1924, před fúzí s automobilkou Laurin & Klement, zakoupila firma Škoda licenci na výrobu vozu H6B španělsko-francouzské společnosti Hispano-Suiza. Vozy této značky patřily ve své době mezi nejluxusnější a cenou překonávaly i automobily Rolls-Royce. 

V Plzni bylo mezi lety 1926–1929 vyrobeno 100 podvozků. Dílenské zpracování bylo považováno za kvalitnější než u samotných originálů z Francie. Cena podvozku s motorem (šasi) byla 140 000 Kč (pro srovnání, Praga Piccolo: 36 000 Kč, Praga Grand včetně karoserie: 130 000 Kč ).
Podvozky byly karosovány specializovanými karosárnami, především plzeňskou firmou V. Brožík & synové, pražskou J. O. Jech a dalšími. Nejčastějšími typy byly limuzína, kabriolet, faeton nebo kupé. Z vyrobených vozů bylo 39 evidováno v Československu.
První vůz, limuzínu karosovanou Brožíkem, zakoupila Kancelář prezidenta republiky, cena limuzíny byla 280 000 Kč. Vůz byl převzat 10. května 1926. Sloužil prezidentu T. G. Masarykovi až do poloviny roku 1935.

## Technické údaje

### Podvozek
Obdélníkový rám s tuhými nápravami, odpruženými půleliptickými listovými péry. Pohon zadních kol. Brzdy bubnové na všech kolech, vybavené mechanickým posilovačem. Pneumatiky 33 x 5". Palivová nádrž na 110 l.

### Rozměry
- délka: 4830 mm (podvozek)
- šířka: 1765 mm
- výška: podle typu karosérie
- rozvor: 3690 mm
- rozchod kol: 1450 mm
- hmotnost podvozku: 1350 kg
- celková hmotnost: 2300–2700 kg (podle typu karosérie)[2]

### Motor
- řadový, kapalinou chlazený zážehový šestiválec
- ventilový rozvod: OHC
- zdvihový objem: 6597 cm³
- karburátor: dvojitý, typ Solex HS
- zapalování: dvojité Delco, dvě svíčky na válec, dva akumulátory
- nejvyšší výkon: 99,4 kW (135 k) při 3000 ot./min
- trvalý výkon: 73,6 kW (100 k) při 1600 ot./min[2]

### Převodovka
- mechanická třístupňová se zpětným chodem. Řazení kulisové, po straně řidiče.[2]

### Rychlost a spotřeba
- nejvyšší rychlost: 120–140 km/h (podle typu karosérie)
- spotřeba: kolem 20–25 l/100 km